# 야전군

NATO 병과기호 표준에 따른 아군 보병 야전군 표시

야전군(野戰軍, 영어: Field Army)은 군대에서 군단보다 크고, 집단군보다 작은 부대 편성 단위를 가리키는 용어이다.
또한 야전군은 사령부로 구성되어 있는데, 보통 다수의 사단으로 이루어지거나 혹은  군단을 최소한 1개 이상 통제한다. 야전군 수준에서 전투에 영향을 주는 것은 전쟁의 결정적 지점에 적군에 대한 압력을 증가시키기 위해 휘하 군단 사이로 사단이나 증원군을 이동시키는 것이다. 야전군은 대장이나 중장이 지휘한다.
육군에서 사단급이 마지막 규정 단위부대이다  군단 이상은 직할부대를 제외하면 규정된 직속부대가 없다.   배속으로 편성되므로 규모가 들쑥날쑥이다, 즉 필요에 의해 부대가 가감된다. 심한경우 직할부대를 제외하곤 배속부대가 없을 경우도 있다.
특정한 야전군은 일반적으로 지상군과 구별하기 위해 이름이나 숫자가 붙여지기도 한다. 예를 들면, 미 1군 또는 북버지니아군 등이 있다. 영국군과 미국군은 야전군에 서수를 글자로 적는 것이 보통(예, 첫 번째 야전군)인 반면, 군단은 로마 숫자(예, III 군단)를 사용하고, 더 낮은 편제에는 숫자를 사용한다.(예, 1 사단)
야전군이란 부대 단위는 규모, 구성, 책임의 범위 등에서 나라마다 상당히 다양한 대규모 편제이다.
소비에트 육군과 소비에트 공군에서 "야전군"은 전시에 군집단 규모 "전선"의 하위 단위인데, 실제로는 군단 규모의 편제이다. 평시에 소비에트 야전군은 보통 군관구(軍管區)의 하위 편제이다.
공군 야전군은 몇몇 공군에서 동등한 편제이다.
냉전 종식 이후 대규모 군비 축소와 함께 거의 사라진 편제이다. 대한민국 육군, 한미연합사령부, 중국 인민해방군, 북한의 조선인민군 정도만이 야전군 체계를 유지하고 있다.

## 같이 보기
- 부대 단위

## 참고
1. ↑  국가간 대규모 병력간의 총력전보다는 소규모 병력(혹은 특수부대) 간의 내전 혹은 저강도분쟁에 대비해서 군체계가 기동성있는 소수정예화 되는 흐름이 대세이다.
2. ↑  한미연합사령부와 일체화되어 있는 미국 8 군은 미 지상군에서 유일하게 야전군 체계와 작전교리를 유지하고 있는 부대다.